# Lompoc, Kalifornien
Lompoc är en stad (city) i Santa Barbara County, i delstaten Kalifornien, USA. Enligt United States Census Bureau har staden en folkmängd på 42 724 invånare (2011) och en landarea på 30 km².
I den nordvästra delen av staden ligger det federala fängelsekomplexet Federal Correctional Complex, Lompoc, som består av United States Penitentiary, Lompoc och Federal Correctional Institution, Lompoc.